# Werbefahrrad

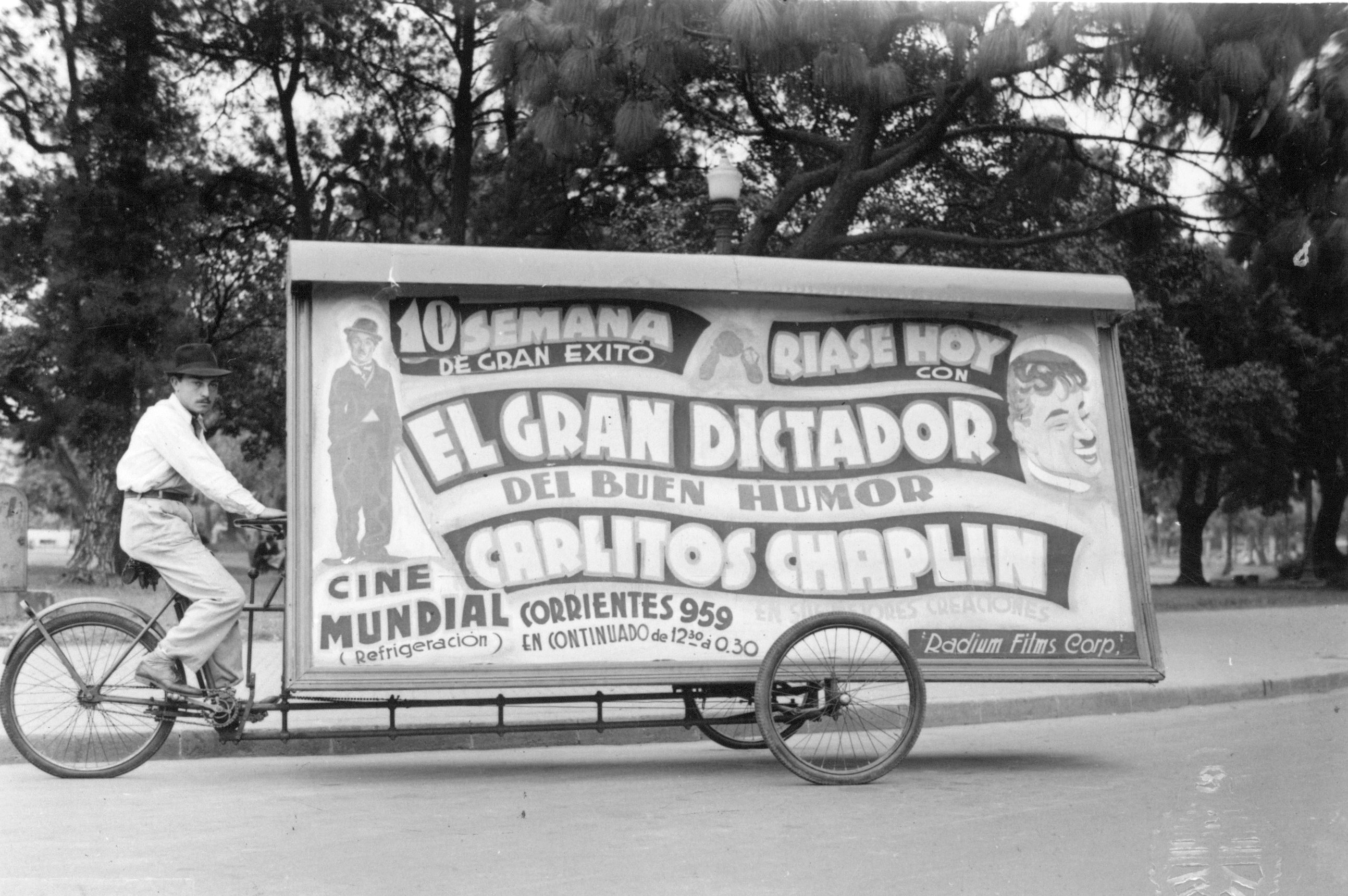
Fahrrad mit Werbetafel in Buenos Aires, 1941

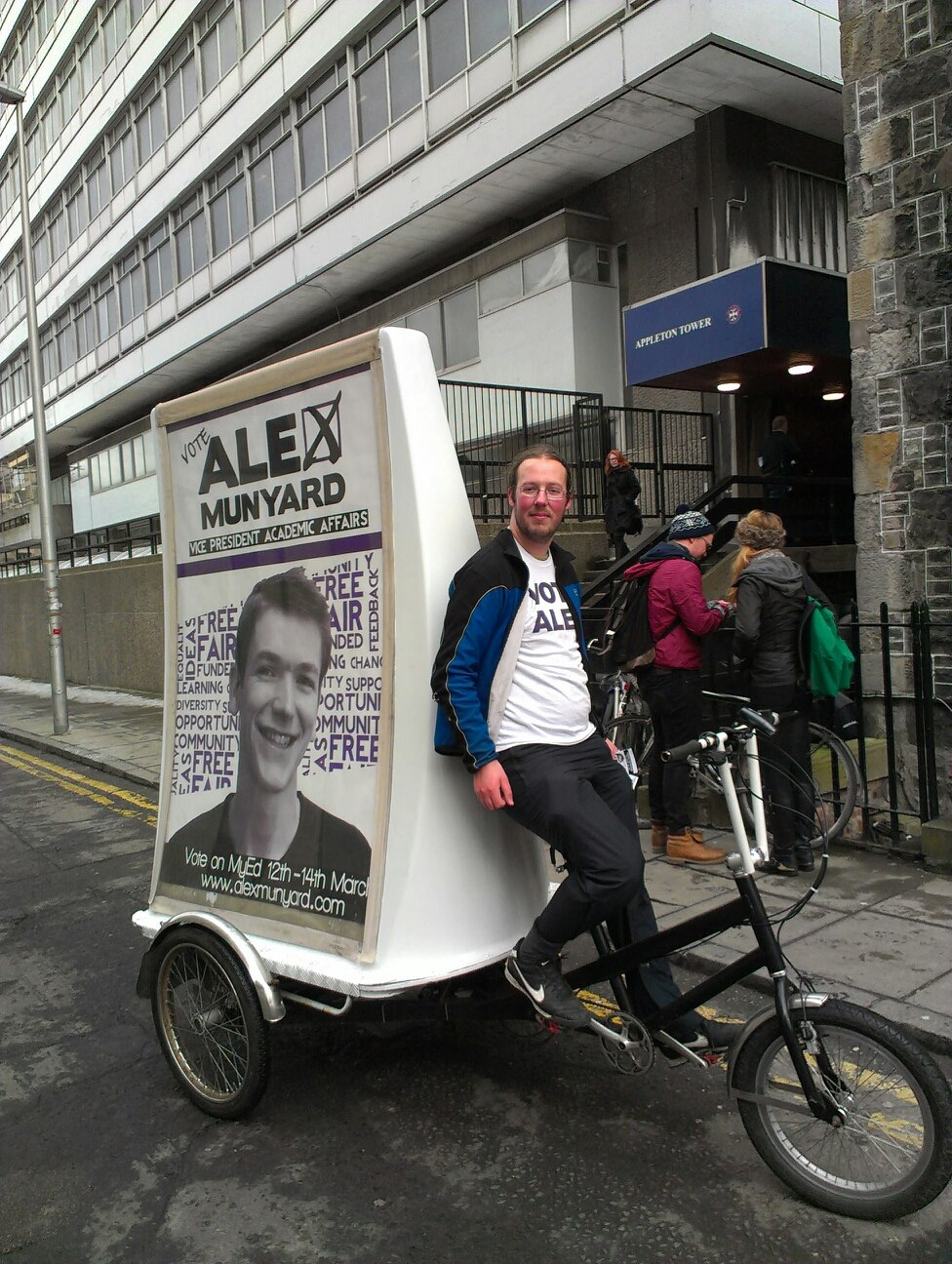
Billboard-Bicycle in Edinburgh, 2013

Fahrrad mit Werbescheibe in Berlin, 2021

Ein Werbefahrrad (Werberad) ist ein zur Übermittlung von Werbebotschaften eingesetztes Fahrrad. Es wird vorwiegend in Städten genutzt, um Aufmerksamkeit von Passanten zu erlangen.

## Geschichte
Das Werbefahrrad kam seit der ersten Hälfte des 20. Jahrhunderts zum Einsatz und erfuhr 1997 eine Belebung durch die Billboard-Bicycles in New York City.
Im 21. Jahrhundert werden verschiedene Formen der Fahrradwerbung eingesetzt, darunter Werbung im Rahmen und Werbescheiben in den Speichen der Laufräder.

## Arten von Werbefahrrädern

### Das Billboard-Bicycle
Das Billboard-Fahrrad bezeichnet ursprünglich den umfangreichen Einsatz von Fahrrädern mit einheitlichen Werbeflächenmaßen in New York City ab 1997.
Dabei wird eine Werbetafel im Normalfall hinter einem Fahrrad gezogen und im Ausnahmefall, vor seinem Transportmittel hergeschoben. Das Fahrrad wird zu diesem Zweck zu einem Dreirad umfunktioniert oder alternativ mit 2 zusätzlichen Stützrädern ausgestattet.

### Die Werbescheibe
Die Werbescheibe bezeichnet eine Fahrradwerbung, bei welcher die Werbebotschaft in die Räder eingesetzt werden. Die Werbefläche befindet sich an bzw. zwischen den Speichen.
Bei diesem Konzept lässt sich zwischen rotierenden Scheiben und statischen Scheiben unterschieden. Statische Scheiben werden statt an den Speichen auf der Achse befestigt, damit sie sich während der Fahrt nicht mitdrehen.

### Alternative Werbeflächen an Fahrrädern
Neben den beschriebenen Formen des Werberads, werden in der Praxis weitere Teile des Fahrrads als Werbefläche eingesetzt.
Werbung am Gepäckträger, auf dem Rahmen, innerhalb des Rahmens oder bei Lastenrädern auch an der Ladefläche.

## Kontroverses
In Städten mit hoher Bevölkerungsdichte wird kritisiert, dass Fahrräder nicht mehr als Transportmittel, sondern als parkende Werbefläche eingesetzt und somit öffentliche Straßen und Plätze zusätzlich verdichtet werden.